# Emerson Collective
Emerson Collective est une société à but lucratif axée sur l'éducation, la réforme de l'immigration, l'environnement, les médias et le journalisme, et la santé. Fondée par Laurene Powell Jobs, la société à responsabilité limitée utilise la philanthropie, l'investissement à impact social, le militantisme et l'engagement communautaire comme outils pour stimuler le changement aux États-Unis et à l'étranger. La société se définit comme philanthrocapitaliste.

## Histoire
Emerson Collective a été fondée en 2004 par Laurene Powell Jobs à Palo Alto, en Californie. Nommée d'après l'écrivain transcendantaliste Ralph Waldo Emerson, l'organisation affirme que sa mission est de faire le plus de bien possible au plus grand nombre de personnes.
En 1997, Laurene Powell Jobs avait cofondé, avec Carlos Watson (en), l'organisation sans but lucratif College Track, un programme de poursuite des études supérieures visant à combattre l'écart de réussite parmi les étudiants de couleur,. Lorsqu'Emerson Collective a été créé en 2004, les subventions et les investissements étaient largement axés sur le secteur de l'éducation. Lorsque Laurene Powell Jobs a commencé à en apprendre davantage sur les défis auxquels sont confrontés les étudiants immigrés, en particulier ceux dont le statut de sans-papiers rend difficile l'accès à l'université, Emerson Collective a élargi son portefeuille pour inclure la réforme et la défense de l'immigration.
Laurene Powell Jobs et Emerson Collective ont été de fervents supporteurs de la création du programme DACA (Deferred Action for Childhood Arrivals) du président Barack Obama et ont continué à faire pression pour une législation permanente visant à offrir aux dreamers un chemin vers la citoyenneté. En octobre 2016, Laurene Powell Jobs a écrit un article intitulé Immigrants Fuel Innovation. Let's Not Waste Their Potential. (Les immigrants alimentent l'innovation. Ne gaspillons pas leur potentiel.) pour le magazine Wired.
En 2015, le directeur général de l'éducation d'Emerson Collective, Russlynn H. Ali, a lancé le XQ Institute (en), un organisme sans but lucratif qui se consacre à repenser le lycée public américain.
En 2015, Emerson Collective est devenu le principal investisseur de l'entreprise de technologie éducative Amplify (en).
En 2016, Andy Karsner (en) a rejoint Emerson Collective pour lancer Emerson Elemental, une pratique dédiée aux investissements en environnement et en énergies propres. Andy Karsner avait précédemment travaillé au département de l'Énergie des États-Unis en tant que secrétaire adjoint pour l'efficacité énergétique et les énergies renouvelables (en).
En 2016, l'ancien secrétaire à l'Éducation des États-Unis Arne Duncan s'est joint à Emerson Collective pour lancer Chicago CRED, un organisme sans but lucratif qui s'est engagé à freiner la violence armée à Chicago par le biais de counselings, de formations et de la mise en relation de jeunes hommes avec des emplois.
En 2017 et 2018, Emerson Collective a soutenu le travail de l'artiste JR axé sur l'immigration, et a contribué à faire venir à Washington l'expérience de réalité virtuelle Carne y arena d'Alejandro González Iñárritu, récompensée par un Oscar,.
En 2019, Emerson Collective a mené un tour de financement pour Boom Technology, une entreprise aérospatiale qui vise à faire revivre le vol commercial supersonique.
Ces dernières années, l'organisation a étendu sa portée à l'art, au cinéma et aux médias, au journalisme, au sport et à d'autres entreprises créatives.

## Investissements dans les médias et dons
Emerson Collective était un investisseur dans Ozy (en), et l'un de ses premiers bailleurs de fonds.
Le 1er septembre 2016, Emerson Collective a investi dans le financement de série A d'Axios, un site d'information axé sur les affaires, la technologie, la politique et les tendances des médias.
Le 28 juillet 2017, Emerson Collective est devenu le propriétaire majoritaire de The Atlantic, en achetant la majorité des parts de David G. Bradley d'Atlantic Media (en),. Les entreprises détenues par Emerson Collective comprennent le magazine The Atlantic et ses propriétés numériques, ainsi que sa ligne d'événements phares, AtlanticLIVE, et sa division de conseil, Atlantic 57. Le Washington Post a rapporté qu'Emerson Collective prévoyait de devenir propriétaire à part entière de The Atlantic dans « trois à cinq ans » après leur investissement de 2017.
Le 1er août 2017, Gimlet Media (en), la startup de podcasting à l'origine des émissions StartUp (en), Reply All (en) et Homecoming (en), a annoncé avoir levé un nouveau tour de financement auprès d'investisseurs dont le Stripes (en) et Emerson Collective,.
En 2018, Emerson Collective a acquis la société mère de California Sunday (en) et de Pop-Up Magazine (en).
Emerson Collective a donné de l'argent à Mother Jones.